# AirAsia
AirAsia là một hãng hàng không giá rẻ có trụ sở ở Kuala Lumpur, Malaysia.Chuyên cung cấp những chuyến bay theo lịch trình nội địa và quốc tế.Đây là hãng hàng không có giá vé thấp hàng đầu  châu Á .Cũng là hãng hàng không đầu tiên trong khu vực  Châu Á - Thái Bình Dương  sử dụng vé điện tử.AirAsia X đã mở rộng nhanh chóng đã trở nên phổ biến với hành khách do có giá vé rẻ thường xuyên.AirAsia X là hãng hàng không giá rẻ tốt nhất trên thế giới 11 năm liên tiếp (2009 - 2019) do Skytrax bình chọn.Cơ sở chính của hãng nằm tại Nhà ga hàng không giá rẻ (LCCT) ở Sân bay Quốc tế Kuala Lumpur (KUL).

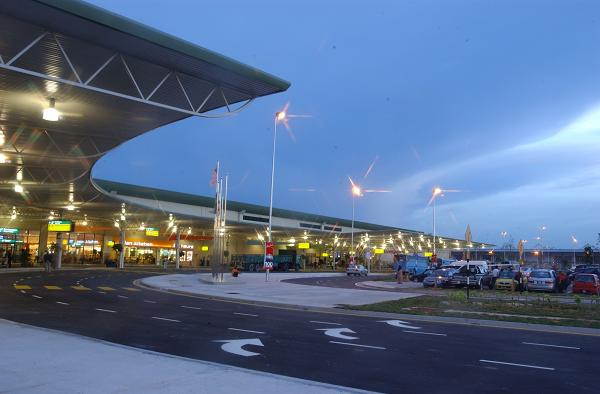
LCCT at Kuala Lumpur international airport, corporate head office of the airline

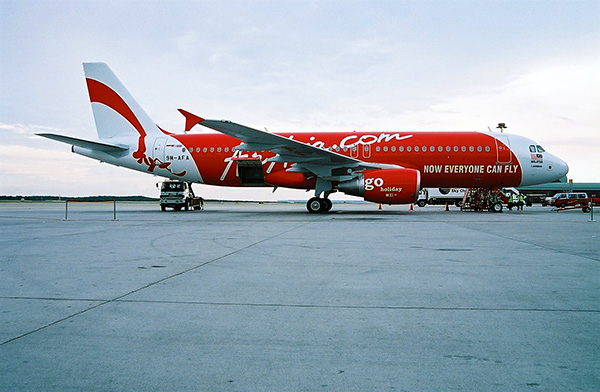
Một chiếc máy bay Airbus A320 của Air Asia.

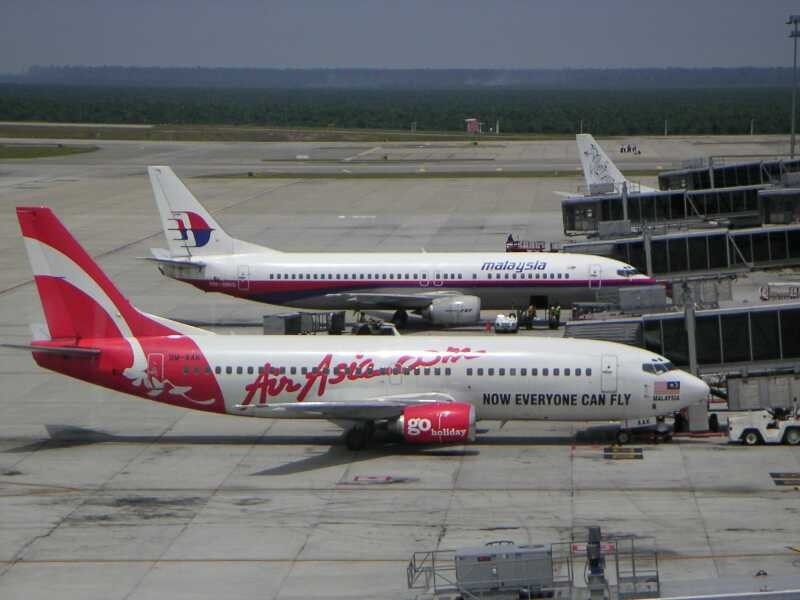
AirAsia's Boeing 737 at KLIA contact terminal

## Thành viên

### AirAsia China
Tháng 5/2017, China Everbright Group, Henan Working Group và AirAsia Berhad đã thông báo về việc ký kết biên bản ghi nhớ về việc thành lập một hãng hàng không giá rẻ tại Trung Quốc với tư cách là một liên doanh. AirAsia China sẽ có trụ sở tại Trịnh Châu, thủ phủ của tỉnh Hà Nam, nơi hãng hàng không giá rẻ mới cũng có kế hoạch xây dựng một nhà ga hàng không giá rẻ chuyên dụng, một học viện đào tạo hàng không và một cơ sở MRO.

### AirAsia Vietnam
Ngày 31/3/2017, AirAsia tuyên bố với Sở Giao dịch Chứng khoán Malaysia rằng họ có kế hoạch thành lập một hãng hàng không giá rẻ mới tại Việt Nam trong liên doanh với các đối tác Việt Nam.
Ngày 6/12/2018, AirAsia tái khẳng định ý định thành lập hãng hàng không giá rẻ liên doanh (JV) tại Việt Nam bằng việc ký kết biên bản ghi nhớ hợp tác với các đối tác Việt Nam - Công ty Cổ phần Du lịch Thiên Minh và Công ty Cổ phần Hàng không Hải Âu. Liên doanh dự kiến sẽ bắt đầu cung cấp dịch vụ vào tháng 8/2019.

### AirAsia India
Tháng 10/2012, ban lãnh đạo của Air Asia cho biết họ mong muốn có nhiều sự hiện diện hơn ở Ấn Độ nếu môi trường hàng không và cơ cấu thuế thuận lợi và thân thiện cho các hoạt động hàng không giá rẻ. Với việc Chính phủ Ấn Độ mới cho phép đầu tư trực tiếp nước ngoài lên đến 49% trong lĩnh vực hàng không, Giám đốc điều hành hãng hàng không Tony Fernandes đã tweet "Tin tuyệt vời rằng Ấn Độ đã mở cửa đầu tư cho các hãng hàng không nước ngoài." Tony Fernandes đã gọi điện liên doanh với Tata Sons. Ông nói rằng người Tata biết rất rõ về Ấn Độ và có danh tiếng tốt. Một cách thắt nút hiệu quả. Fernandes nói rằng ông sẽ tập trung chủ yếu vào khoảng một triệu người nam Ấn Độ đi du lịch bằng đường sắt. Arun Bhatia chiếm 21% và Tata Sons là 30% cổ phần còn lại trong hãng hàng không. Liên doanh cũng sẽ đánh dấu sự trở lại của Tata Sons trong ngành hàng không sau 60 năm. AirAsia là hãng hàng không nước ngoài đầu tiên thành lập hãng hàng không liên kết ở Ấn Độ. Hãng đặt trụ sở chính tại Chennai và dự định lấy Sân bay quốc tế Chennai làm điểm trung tâm của hãng. Sau đó, trung tâm chính của các hãng được chuyển đến Sân bay Quốc tế Kempegowda, Bangalore. Chuyến bay đầu tiên của liên doanh AirAsia tại Ấn Độ trên tuyến Bengaluru-Goa đã cất cánh vào ngày 12/6/2014. Hãng thông báo rằng Sân bay quốc tế Indira Gandhi, Delhi sẽ là trung tâm cho các hoạt động bay ở Bắc Ấn Độ. Vào tháng 11/2020, AirAsia xem xét lại các hoạt động tại Ấn Độ của mình trong quan hệ đối tác với Tata Sons báo hiệu khả năng thoát khỏi nền kinh tế lớn thứ năm thế giới. Vào ngày 29/12/2020, Tập đoàn Tata thông báo họ sẽ tăng tỷ lệ nắm giữ trong liên doanh có trụ sở tại Ấn Độ với AirAsia từ 51% lên 84%.

### AirAsia Japan
AirAsia và hãng hàng không All Nippon Airways đã công bố liên doanh của họ tại một cuộc họp báo ở Tokyo vào ngày 21/7/2011. Sau khi thành lập vào tháng 8/2011, AirAsia Japan đã thực hiện chuyến bay đầu tiên vào tháng 8 /2012. AirAsia Japan là hãng hàng không giá rẻ đầu tiên có trụ sở tại Sân bay Quốc tế Narita. Sự hình thành của nó được công bố chỉ vài tháng sau khi All Nippon Airways thông báo thành lập hãng Peach, một hãng hàng không giá rẻ có trụ sở tại Sân bay Quốc tế Kansai ở Osaka và cùng với nỗ lực đồng thời của Japan Airlines để thành lập một chi nhánh giá rẻ. All Nippon Airways đã chọn hợp tác với một hãng hàng không giá rẻ hiện có để đạt được hiệu quả và lợi thế chiến lược. Đây là hãng hàng không liên kết thứ năm của AirAsia và thứ chín của ANA. Hãng hàng không có trụ sở chính cùng với ANA ở Tokyo, với cơ sở hoạt động chính tại Narita và phục vụ các điểm đến trong nước, sử dụng thương hiệu và mô hình dịch vụ của AirAsia.
AirAsia Japan chấm dứt hoạt động vào ngày 27/10/2013 sau khi tuyên bố giải thể liên doanh vào tháng 6/2013.
Trong một thông cáo báo chí vào ngày 1/7/2014, AirAsia đã thông báo về việc khởi chạy lại thương hiệu AirAsia Japan. Chuyến bay đầu tiên dự kiến khởi hành vào mùa hè năm 2015, nhưng thay vào đó, nó đã bị hoãn. Hãng cuối cùng đã khởi động lại vào ngày 29/10/2017, với hai chuyến bay hàng ngày từ Nagoya đến Sapporo.
Ngày 5/10/2020, hãng ngừng hoạt động do nhu cầu hành khách thấp do Đại dịch COVID-19.
Vào tháng 11/2020, AirAsia Japan đã đệ đơn thủ tục phá sản tại Tòa án Quận Tokyo vào thứ Ba với khoản nợ khoảng 21,7 tỷ yên (208 triệu USD), trở thành hãng hàng không đầu tiên thất bại trong nước do ảnh hưởng của Covid-19. Điều này đã dẫn đến 23.000 người bay mà không được hoàn lại tiền và tổng số tiền phải trả là 21,7 tỷ yên.

### Thai AirAsia và Thai AirAsia X
- Thai AirAsia (Tiếng Thái: ไทยแอร์เอเชีย) thành lập vào ngày 08.12.2003. Từ 13.2.2004, hãng này chính thức hoạt động tại Sân bay quốc tế Bangkok. Từ 25.09.2006, hãng chính thức khai thác các đường bay quốc tế tại Sân bay quốc tế Suvarnabhumi. Từ 2011, hãng chuyển về khai thác tại Sân bay quốc tế Bangkok (nay là Sân bay quốc tế Don Muang).

### Indonesia AirAsia và  Indonesia AirAsia X
- AirAsia nắm 49% của hãng hàng không này. Indonesia AirAsia chính thức hoạt động vào tháng 12.2004. Trụ sở chính của hãng được đặt tại Sân bay quốc tế Soekarno-Hatta (Jakarta - Indonesia).

### Philippines AirAsia
Philippines AirAsia là liên doanh giữa các nhà đầu tư Philippines và AirAsia. Nhóm người Philippines bao gồm Antonio Cojuangco, Jr., Yancy Mckhel Mejia, cựu chủ sở hữu của Associated Broadcasting Company với đài truyền hình hàng đầu TV5, Michael Romero, một nhà phát triển bất động sản và điều hành cảng, và Marianne Hontiveros. Liên doanh đã được phê duyệt vào ngày 7/12/2010 bởi Ban Đầu tư, một cơ quan tại Philippines phụ trách các khoản đầu tư lớn. AirAsia Zest Airways, Inc., hoạt động với tên gọi AirAsia Zest (trước đây là Asian Spirit và Zest Air), là một liên doanh giữa AirAsia & AMY Holdings Inc., công ty sở hữu tập đoàn Zest-O tại Philippines. Hãng khai thác các dịch vụ du lịch trong nước và quốc tế theo lịch trình, chủ yếu là các tuyến trung chuyển nối Manila và Cebu với 24 điểm đến trong nước nhằm hỗ trợ hoạt động của các tuyến đường trục của các hãng hàng không khác. Năm 2013, hãng hàng không này trở thành hãng hàng không chị em của AirAsia Philippines điều hành thương hiệu riêng của họ. Cơ sở chính của hãng là ở Sân bay Quốc tế Ninoy Aquino, Manila, và với một trung tâm tại Sân bay Quốc tế Mactan – Cebu, Cebu. Hãng hàng không được thành lập với tên gọi Asian Spirit, là hãng hàng không đầu tiên ở Philippines được điều hành như một hợp tác xã. Nó được đổi tên thành Zest Air vào tháng 3 năm 2008. Vào ngày 16 tháng 8 năm 2013, Cơ quan Hàng không Dân dụng Philippines (CAAP), cơ quan quản lý của Chính phủ Cộng hòa Philippines về hàng không dân dụng, đã đình chỉ các chuyến bay của Zest Air cho đến khi có thông báo mới. đến các vấn đề an toàn. Chưa đầy một năm sau liên minh chiến lược của AirAsia và Zest Air, hai công ty đã đổi tên thành AirAsia Zest vào ngày 18/9/2013.

### AirAsia X
- Hoạt động tại Malaysia. Khai thác các đường bay dài khởi hành từ Kuala Lumpur. Điểm đến hiện tại của AirAsia X bao gồm Gold Coast, Melbourne, Perth - Úc; Hangzhou, Tianjin - Trung Quốc; Taipei - Đài Loan; London - Vương quốc Anh...

## Các tuyến bay

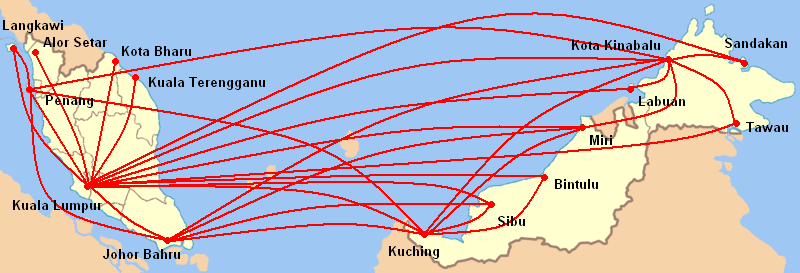
Mạng bay nội địa của AirAsia

AirAsia mỗi ngày khai thác hơn 500 chuyến bay quốc tế và nội địa, tới 66 thành phố tại: Malaysia, Thái Lan, Indonesia, Singapore, Brunei, Myanma, Trung Quốc, Hongkong, Macau, Đài Loan, Việt Nam, Lào, Campuchia, Australia, Philippines, Ấn Độ, Bangladesh và Vương quốc Anh
- Luân Đôn (của AirAsia X)
- Hàng Châu (của AirAsia X)
- Thành phố Hồ Chí Minh
- Hà Nội
- Đà Nẵng
- Hồng Kông
- Hải Khẩu
- Tianjin
- Guilin
- Tiruchirapalli,
- Ấn Độ
- Đài Bắc
- Nha Trang
- Đà Lạt
- Phú Quốc
- Cần Thơ
- Phnom Penh
- Siem Reap
- Manila

...

## Đội bay

### Đội bay hiện tại
Độ tuổi trung bình đội bay tính đến tháng 12 năm 2024 là 10.1 năm.
Tính đến tháng 12 năm 2024:
| Máy bay             | Đang hoạt động | Đặt hàng | Hành khách | Hành khách | Hành khách | Ghi chú                |
| Máy bay             | Đang hoạt động | Đặt hàng | C          | Y          | Tổng       | Ghi chú                |
| ------------------- | -------------- | -------- | ---------- | ---------- | ---------- | ---------------------- |
| Airbus A320-200     | 69             | —        | —          | 180        | 180        |                        |
| Airbus A320neo      | 29             | —        | —          | 186        | 186        |                        |
| Airbus A321LR       | —              | 36       | TBA        | TBA        | TBA        | Giao hàng từ năm 2025  |
| Airbus A321neo      | 8              | 321      | —          | 236        | 236        |                        |
| Đội bay Teleport    |                |          |            |            |            |                        |
| Airbus A321-200/P2F | 3              | —        | Chở hàng   | Chở hàng   | Chở hàng   | 9M-TLA, 9M-TLB, 9M-TLP |
| Tổng cộng           | 107            | 359      |            |            |            |                        |

### Đội bay tư nhân
| Máy bay                   | Đang hoạt động | Đặt hàng | Hành khách | Ghi chú |
| ------------------------- | -------------- | -------- | ---------- | ------- |
| Bombardier Global Express | 1              | —        | 13         | 9M-CJG  |
| Tổng cộng                 | 1              | —        |            |         |

### Đội bay từng hoạt động
•Boeing 737-300
•Boeing 747-200B thuê từ Air Atlanta Icelandic,Tower Air và European Aviation Air Charter
•McDonnell Douglas MD-10ER thuê từ World Airways

## Dịch vụ

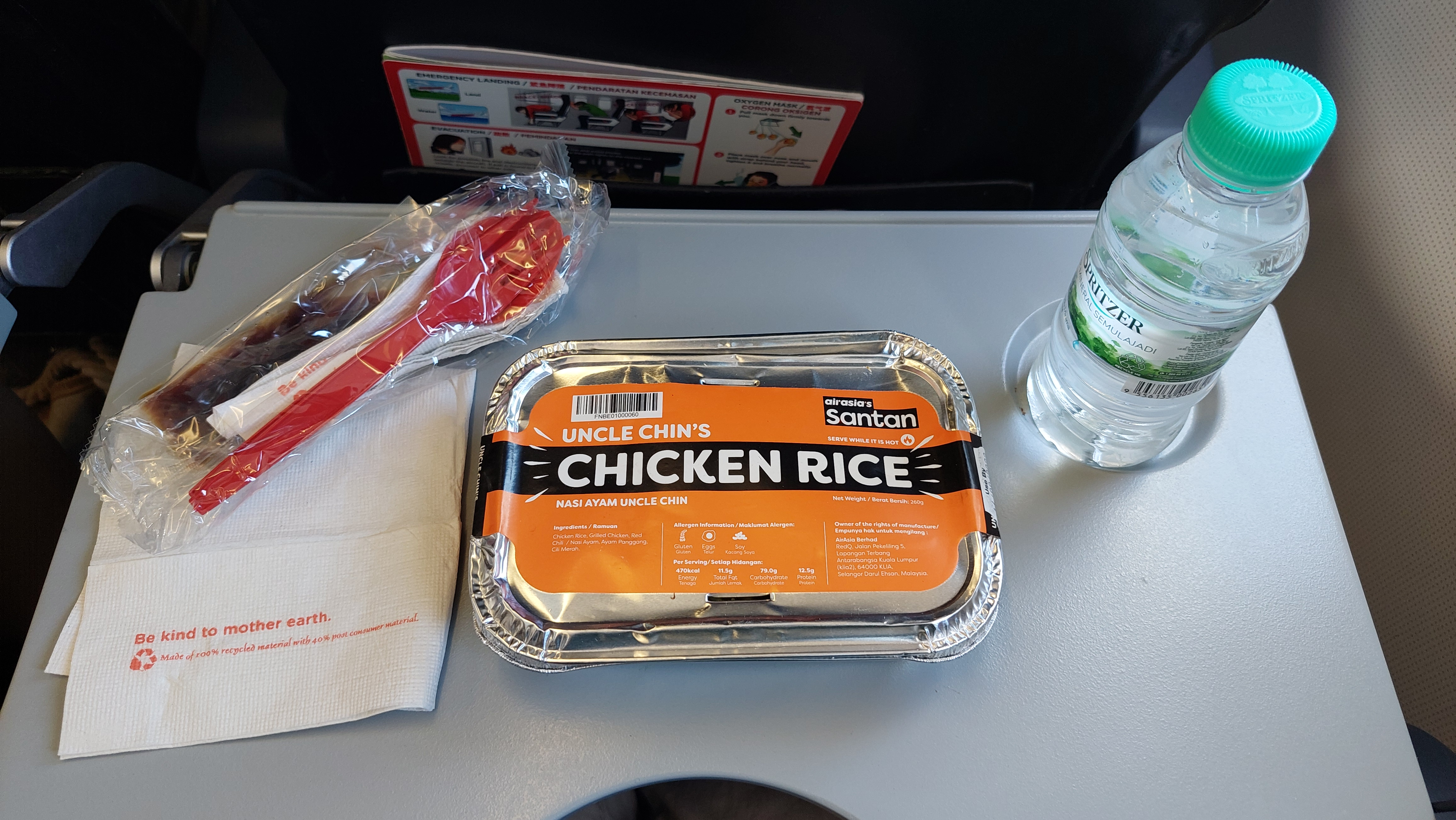
Bữa cơm gà được phục vụ

### Trên chuyến bay
AirAsia cung cấp thực đơn "Santan", với các lựa chọn mua trên máy bay bao gồm đồ ăn, thức uống, hàng hóa, đồ lưu niệm và hàng miễn thuế khi mua. Khách có thể đặt trước suất ăn ở menu "Santan" với giá rẻ hơn giá khi mua trên máy bay và có thêm lựa chọn. AirAsia được công nhận bởi Chỉ số KL Syariah của Bursa Malaysia, và theo các nguyên tắc của Shariah, hãng không phục vụ rượu hoặc thịt lợn. Tuy nhiên, điều này chỉ áp dụng cho các chuyến bay của nhóm AirAsia trong khu vực và không áp dụng cho các chuyến bay của AirAsia X bán rượu và bia trên máy bay.

### Chương trình Khách hàng Thường xuyên
AirAsia đang thực hiện những bước đầu tiên để bắt đầu chương trình khách hàng thường xuyên của riêng mình. Hãng đã ký một thỏa thuận bắt đầu liên doanh với công ty dịch vụ tài chính Tune Money để khởi động một chương trình có tên "BIG". Theo chương trình này, nó sẽ phát hành điểm khách hàng thân thiết của AirAsia và các thương gia bên thứ ba. Sau đó, điểm có thể được sử dụng để đổi các chuyến bay của AirAsia.

## Giải thưởng
Giải thưởng Hàng không Thế giới 2012 tại Farnborough Airshow đã xếp hạng hãng AirAsia là hãng hàng không giá rẻ tốt nhất thế giới.
AirAsia đã được vinh danh là hãng hàng không giá rẻ tốt nhất thế giới trong 11 năm liên tiếp, bao gồm cả giải thưởng mới nhất của năm 2019

## Những sự cố
Phi công và Vlogger Gaurav Taneja của AirAsia Ấn Độ tuyên bố rằng hãng đã đình chỉ cả 2 vì "đứng ra bảo vệ các hoạt động an toàn của máy bay và hành khách". Taneja trước đó đã cáo buộc rằng hãng đã vi phạm các quy định an toàn đã được pháp luật đưa ra để đảm bảo an toàn cho hành khách cũng như phi công, điều này có thể gây nguy hiểm đến tính mạng của hàng trăm hành khách của AirAsia Ấn Độ.
Hai quan chức hàng đầu của AirAsia Ấn Độ, Đại úy Manish Uppal, người đứng đầu hoạt động và Đại úy Mukesh Neema, người đứng đầu bộ phận an toàn hàng không đã bị Tổng cục Hàng không dân dụng đình chỉ trong thời hạn ba tháng vì cáo buộc vi phạm an toàn vào ngày 11/8/2020.